# Погрешен завой 2: Без изход
„Погрешен завой 2: Без изход“ (на английски: Wrong Turn 2: Dead End) е американски филм на ужасите от 2007 г.
Снимките на филма протичат от 29 май 2006 г. до 30 юни същата година във Ванкувър, Канада.

## Сюжет
Внимание:  Текстът по-долу разкрива сюжета на произведението (или части от него)!
Този път ловът е на група участници в риалити шоу за оцеляване.

## Актьорски състав
- Ерика Лиърсен – Нина Пепъс
- Хенри Ролинс – полковник Дейл Мърфи
- Тексас Батъл – Джейк Уошингтън
- Алекса Паладино – Мейра Стоун
- Даниела Алонсо – Амбър Уилямс
- Стив Браун – Мат Джоунс